# Alternativ för Sverige
Alternativ för Sverige (AFS) är ett svenskt nationalistiskt politiskt parti som grundades 2018 av uteslutna och avhoppade medlemmar ur Sverigedemokraterna. Partiet betecknar sig som nationalkonservativt. I svenska medier har det bland annat beskrivits som högerpopulistiskt och högerextremt. Partiledare är sedan 2018 Gustav Kasselstrand.
I riksdagsvalet 2022 fick AFS 0,26 procent av det totala antalet röster. Tidigare har Alternativ för Sverige även ställt upp i riksdagsvalet 2018, Europaparlamentsvalet 2019 samt i kyrkovalet i Svenska kyrkan 2021, där partiet vann tre mandat.

## Ideologi
Alternativ för Sverige beskriver sig som ett nationalistiskt parti. De säger sig värna om den svenska nationen och det svenska folkets intressen. Partiet vänder sig emot mångkultur som de anser orsakat en kris i samhället, med ökade motsättningar, parallella samhällen och kriminalitet. Enligt partiet befinner sig landet i "en ödesstund då svenskarna måste kliva fram och ta kontroll över sitt eget öde". Enligt stiftelsen Expo har partiet allt mer flutit ihop med den svenska vit makt-rörelsen, och partiet beskrevs 2021 som "den rasideologiska miljöns tydliga parlamentariska alternativ".
Alternativ för Sverige önskar kraftigt förändrad ekonomisk politik. De vill exempelvis utjämna skattesystemet så att rika och fattiga svenskar betalar samma procentsats i skatt. Samtidigt vill de fasa ut avdragsrätten för räntor på bostadslån och sänka skatten på inkomster från kapitaltillgångar. De vill minska subventionerade anställningsformer och de kräver motprestation för de svenskar som lever på socialbidrag. De vill också ställa högre krav på Sveriges fattigaste kommuner med en åldrande vårdkrävande befolkning "som tar emot kommunala utjämningsbidrag".

## Politiskt program

### Demokrati
Alternativ för Sverige vill minska antalet ledamöter i riksdagen från dagens 349 till 149. De argumenterar också för ett långtgående personvalsystem för att minska partiledningarnas makt och för att motverka att nya partier missgynnas av det svenska systemet med valsedlar.

### Ekonomi och skatter
Alternativ för Sverige vill införa en platt skatt varvid alla oavsett inkomstnivå betalar samma procent i skatt. De vill också införa en enhetlig moms så att exempelvis mat beskattas på samma nivå som andra varor. Partiet vill sänka skatten på kapitalinkomster samtidigt som man fasar ut ränteavdragen för svenskarnas bostadslån.

### Familjepolitik
Alternativ för Sverige vill förbjuda homoadoptioner och förhindra Svenska kyrkan från att viga samkönade par. Partiet har beskrivit samkönade äktenskap som en "modern konstruktion ämnad att göra våld på flertusenåriga traditioner". Partiet har anklagat Stockholm Pride för att sexualisera barn. Partiet förespråkar en sänkning av abortgränsen till vecka tolv.

### Kultur
Partiet vill avskaffa presstödet. De vill också lägga ner Sveriges Television, Sveriges Radio och Utbildningsradion för att kunna bygga upp dem "från grunden med nya anställda som värdesätter traditionella journalistiska dygder i handling och inte bara i ord".
AFS anser att erfarenheterna av mångkulturella samhällen pekar mot att det "inte är möjligt att sammanföra vitt skilda folkgrupper i samma land". Den som invandrat kommer att behålla sin nationella identitet på precis "samma sätt som att en svensk förblir svensk" och behåller svenska seder och traditioner vid en flytt till ett annat land. För att öka återvandring – att invandrare ska återvända till sina ursprungsländer – vill AFS motverka mångkulturella yttringar i det svenska samhället.

### Migration
Alternativ för Sverige anser att asylsökande som väntar på beslut och personer som redan har fått uppehållstillstånd då Sverige inte varit deras första säkra land skall deporteras till sina ursprungsländer. Även de som varit på semester i sitt forna hemland skall deporteras. Partiet vill ersätta Migrationsverket med en ny myndighet som de kallar Återvandringsverket. De vill ompröva samtliga uppehållstillstånd som utfärdats efter år 2000.
Jeff Ahl sade i ett riksdagsanförande 2018 att hundratusentals personer kommer att tvångsdeporteras från Sverige om AFS får sin vilja igenom. År 2021 angav partiledaren Gustav Kasselstrand att minst en miljon invandrare skulle lämna landet med Alternativ för Sveriges politik, något som enligt partiet skulle ske huvudsakligen med tvångsmedel. Siffran en miljon har sedan dess upprepats i partiets officiella kommunikation.
AFS vill göra det straffbart för svenskar att husera invandrare i syfte att hindra verkställning av utvisningar.
Partiet ser inte det svenska medborgarskapet som exklusivt, utan medborgarskapet är något som ska förtjänas av dem som visar att de ingår i den svenska nationella gemenskapen. De anser att värdet av medborgarskapet har urholkats på grund av tillgång till "vidlyftiga förmåner".

### Rättsväsende
Partiet vill återinföra tjänstemannaansvaret och införa möjligheten att ställa svenska politiker inför riksrätt. AFS vill avskaffa brottsrubriceringen hets mot folkgrupp som partiet anser vara en gummiparagraf öppen för tolkning och att den därför används inkonsekvent. De vill också att svenskar ska kunna dömas till döden. 
Vad gäller polisväsendet anser partiet att "Sverige behöver inte fler poliser utan färre kriminella".

## Historia

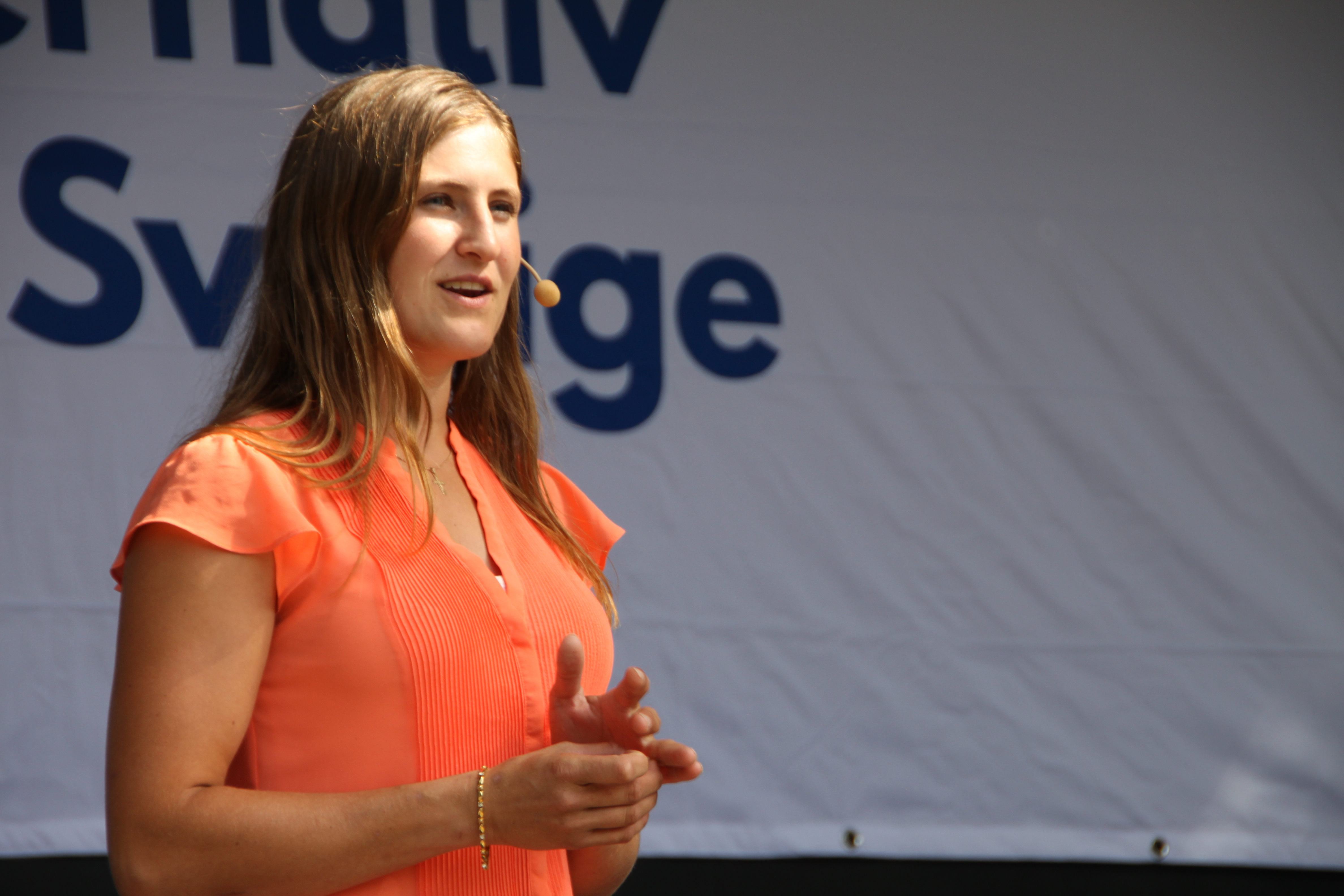
Jessica Ohlson talar på Alternativ för Sveriges möte på Långholmen i Stockholm den 11 augusti 2018.

### Förhistoria
Flera av de drivande personerna vid grundandet av Alternativ för Sverige hade sin bakgrund inom Sverigedemokraternas ursprungliga ungdomsförbund SDU. Gustav Kasselstrand, William Hahne och Jessica Ohlson hade alla tidigare haft höga poster inom förbundet. Under tiden i SDU beskrevs de som kärnan i en etnonationalistisk falang inom förbundet, med kopplingar till radikalkonservatism och den identitära rörelsen. Gruppen kom ofta med provokativa utspel mot moderpartiets toppskikt.
Kasselstrand och Hahne uteslöts ur Sverigedemokraterna våren 2015, efter en långvarig ideologisk och personlig konflikt. Hösten samma år bröt Sverigedemokraterna sitt samarbete med SDU, efter att Jessica Ohlson vunnit valet till förbundsordförande över partiledningens kandidat Tobias Andersson. Efter valet uteslöts även Ohlson och övriga medlemmar i förbundsstyrelsen ur partiet.

### Bildandet (2017–2018)

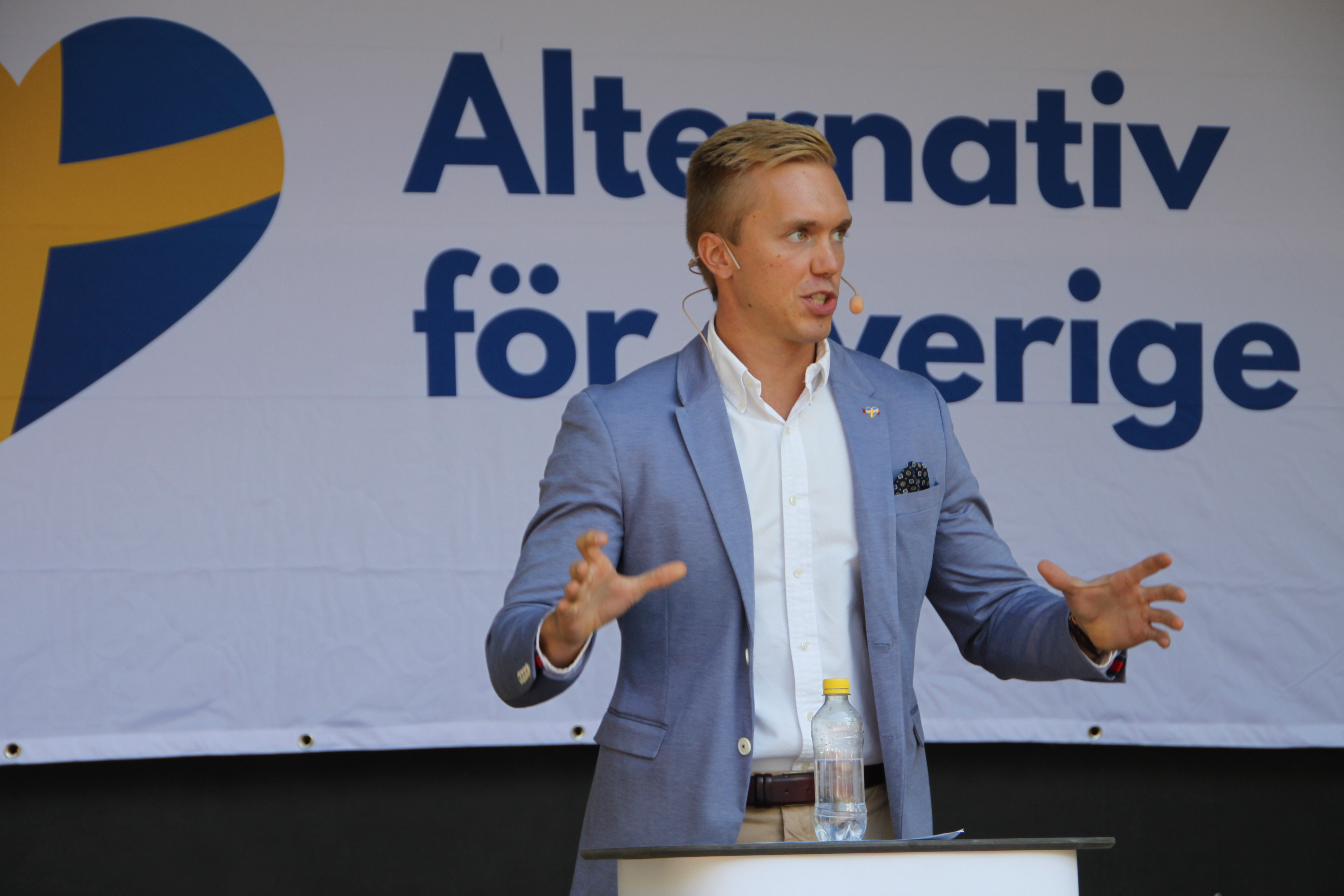
William Hahne talar på Alternativ för Sveriges möte på Långholmen i Stockholm den 11 augusti 2018.

Alternativ för Sverige registrerades som parti av William Hahne i början av 2017, och lanserades med ett mingel på Stureplan. Den officiella lanseringen av Alternativ för Sverige ägde rum den 5 mars 2018. Partiets namn uppgavs vara inspirerat av Alternativ för Tyskland, vilka partiet tillsammans med Nationell samling och Frihetspartiet angav som politiska förebilder i samband med lanseringen.
De sverigedemokratiska riksdagsledamöterna Olle Felten, Jeff Ahl och Mikael Jansson gick under våren 2018 över till Alternativ för Sverige, men satt som partilösa kvar i riksdagen på sina mandat från Sverigedemokraterna. I maj 2018 gick även den uteslutna sverigedemokratiska riksdagsledamoten Anna Hagwall med i Alternativ för Sverige.

### Riksdagsvalet 2018
Under kampanjen inför riksdagsvalet 2018 uppmärksammades Alternativ för Sverige för sin närvaro på sociala medier som Facebook, där de genererade fler interaktioner än många av de etablerade riksdagspartierna. Även partiets kampanjmaterial, med texten "dags att åka hem", rönte medial uppmärksamhet.
Strax innan valet fångades partiets riksdagskandidat Martin Hagwall på film i akt med att sätta upp ett antisemitiskt klistermärke på ett pendeltåg i Stockholm. En annan av partiets riksdagskandidater uppmärksammades av Expo för att ha spridit antisemitiska och förintelseförnekande konspirationsteorier. Partiet valde att inte vidta några åtgärder mot kandidaterna.

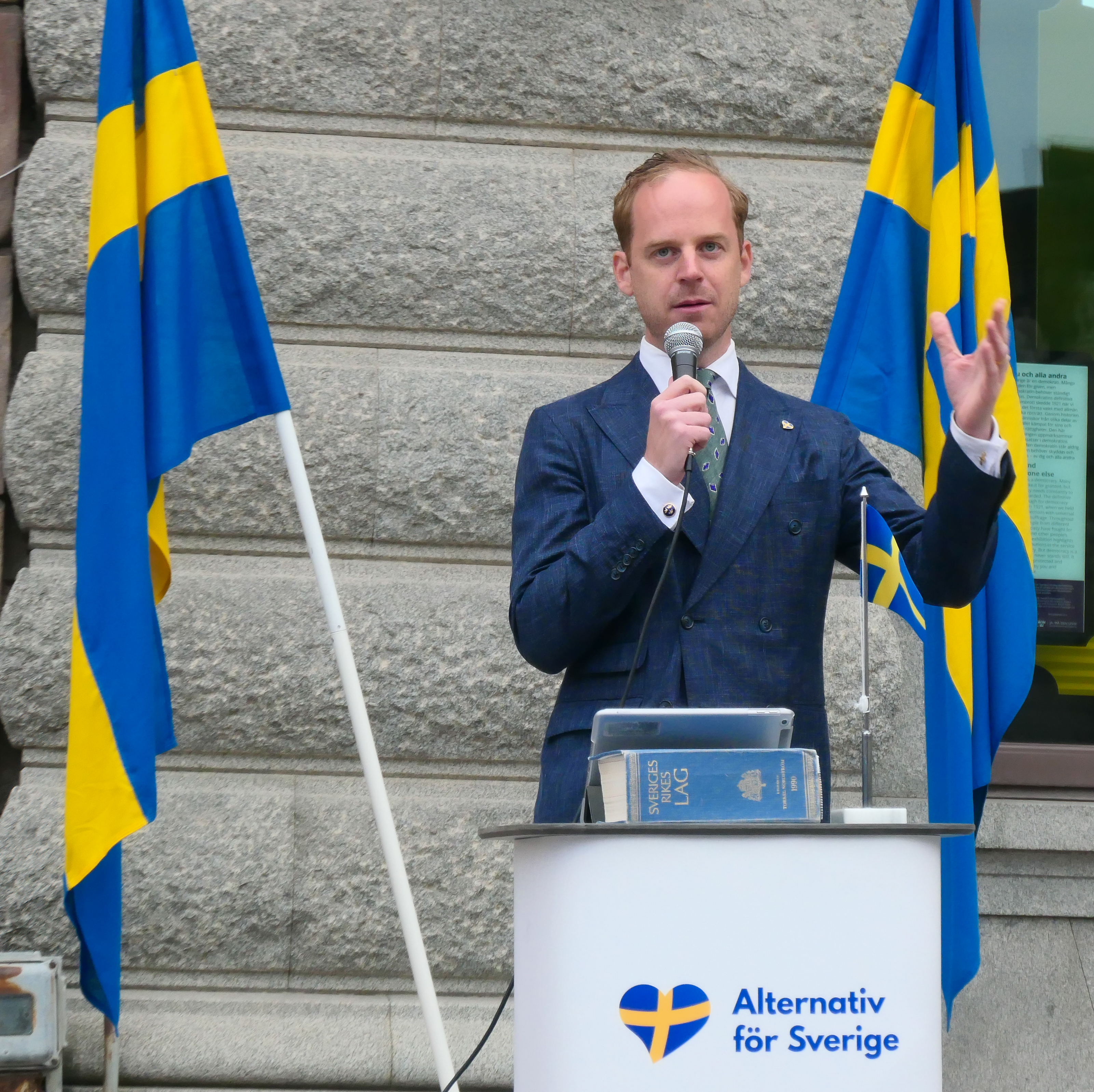
Alternativ för Sveriges partiledare, Gustav Kasselstrand.

Inför valet hade partiet målsättningen att komma in i riksdagen, och partiledaren Kasselstrand hade på förhand beskrivit valet som Sveriges "största politiska jordbävning i modern tid". I slutänden samlade partiet inte mer än 0,31 % av rösterna. Partiet uppmärksammades ännu en gång i media i samband med valnatten, då deras valvaka på en persisk restaurang i Stockholm avbokades av restaurangen.

### Europaparlamentsval och kyrkoval (2019–2021)
Alternativ för Sverige ställde upp i Europaparlamentsvalet 2019 med Gustav Kasselstrand och Mikael Jansson som toppkandidater. Partiet fick 0,46 procent av rösterna i valet.
I mars 2020 lämnade vice partiordföranden William Hahne partistyrelsen. Avgången skedde efter att han kritiserats för att i coronaviruspandemins början ha ägnat sig åt försäljning munskydd (vid tillfället en bristvara i Sverige) till överpris. Vid partiets rikskongress i november 2020 lämnade Jessica Ohlson styrelsen. Vid samma kongress valdes Mikael Jansson till vice partiledare.
Partiet ställde upp i kyrkovalet i Svenska kyrkan 2021. En av partiets kandidater i valet var Carl Lundström. En granskning av Expo visade att flera av partiets kyrkovalskandidater 2021 hade kopplingar till nazistiska och högerextrema grupper som Nordiska motståndsrörelsen. Partiet fick 1,26 procent av rösterna i kyrkovalet och tre mandat i kyrkomötet. Kyrkovalresultatet beskrevs av partiledaren Kasselstrand som ett "nationellt genombrott för partiet".

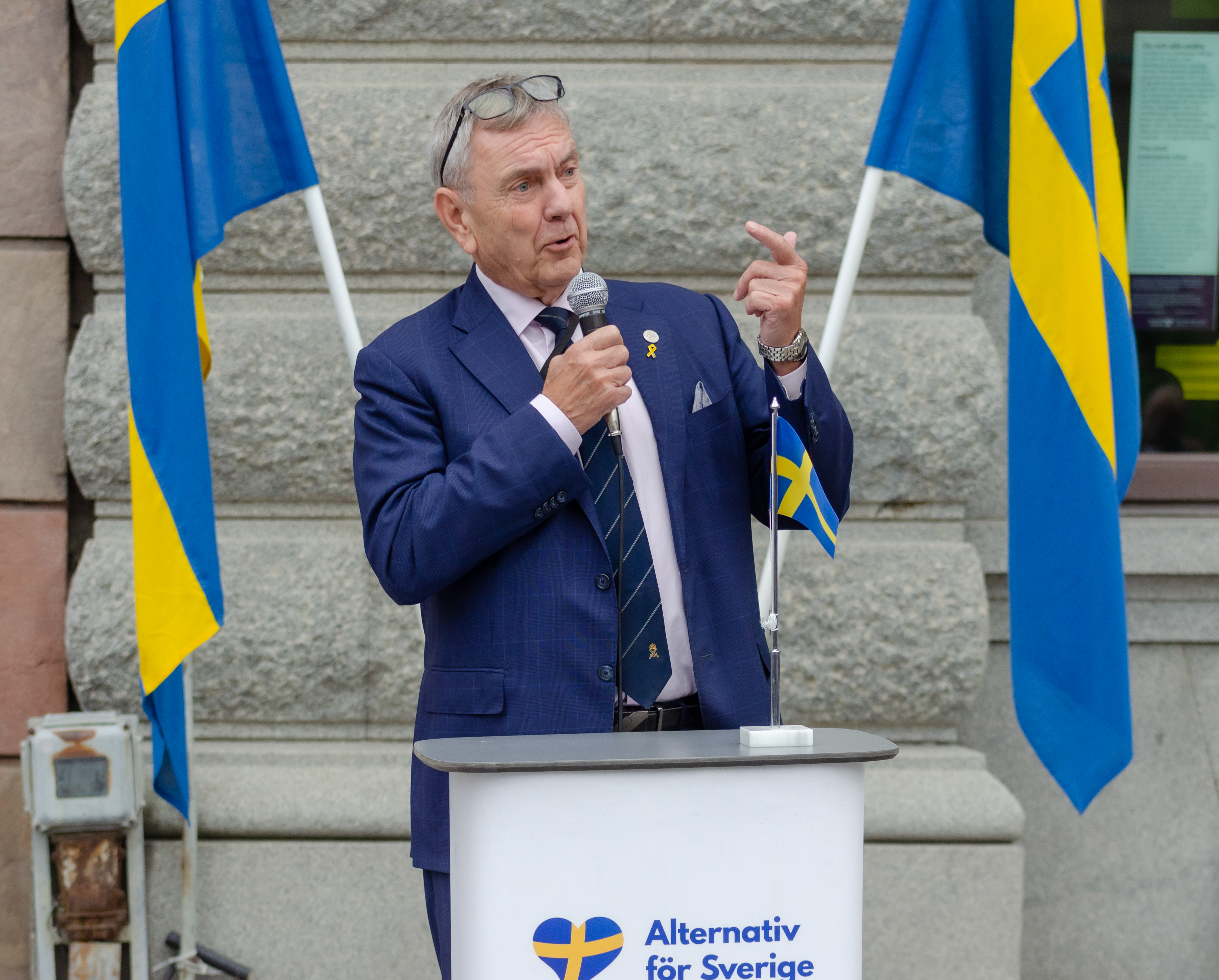
Roger Richthoff talar under valfinalen i Stockholm 2022.

Våren 2022 gick Sverigedemokraternas tidigare försvarspolitiske talesperson Roger Richthoff över till Alternativ för Sverige. Övergången skedde efter det att ett uteslutningsärende inletts mot Richthoff av Sverigedemokraternas partistyrelse, på grund av hans spridande av en antisemitisk och prorysk video i samband med kriget i Ukraina.

### Riksdagsvalet och europaparlamentsvalet (2022-2024)
Inför riksdagsvalet 2022 bjöd AFS in sitt ungerska systerparti Vårt hemland för en rundtur i riksdagen. I samband med valet uppmärksammade Expo också att flera av partiets kandidater hade kopplingar till den rasideologiska organisationen Det fria Sverige, som grundats av personer med koppling till Nordiska motståndsrörelsen och Svenskarnas parti.

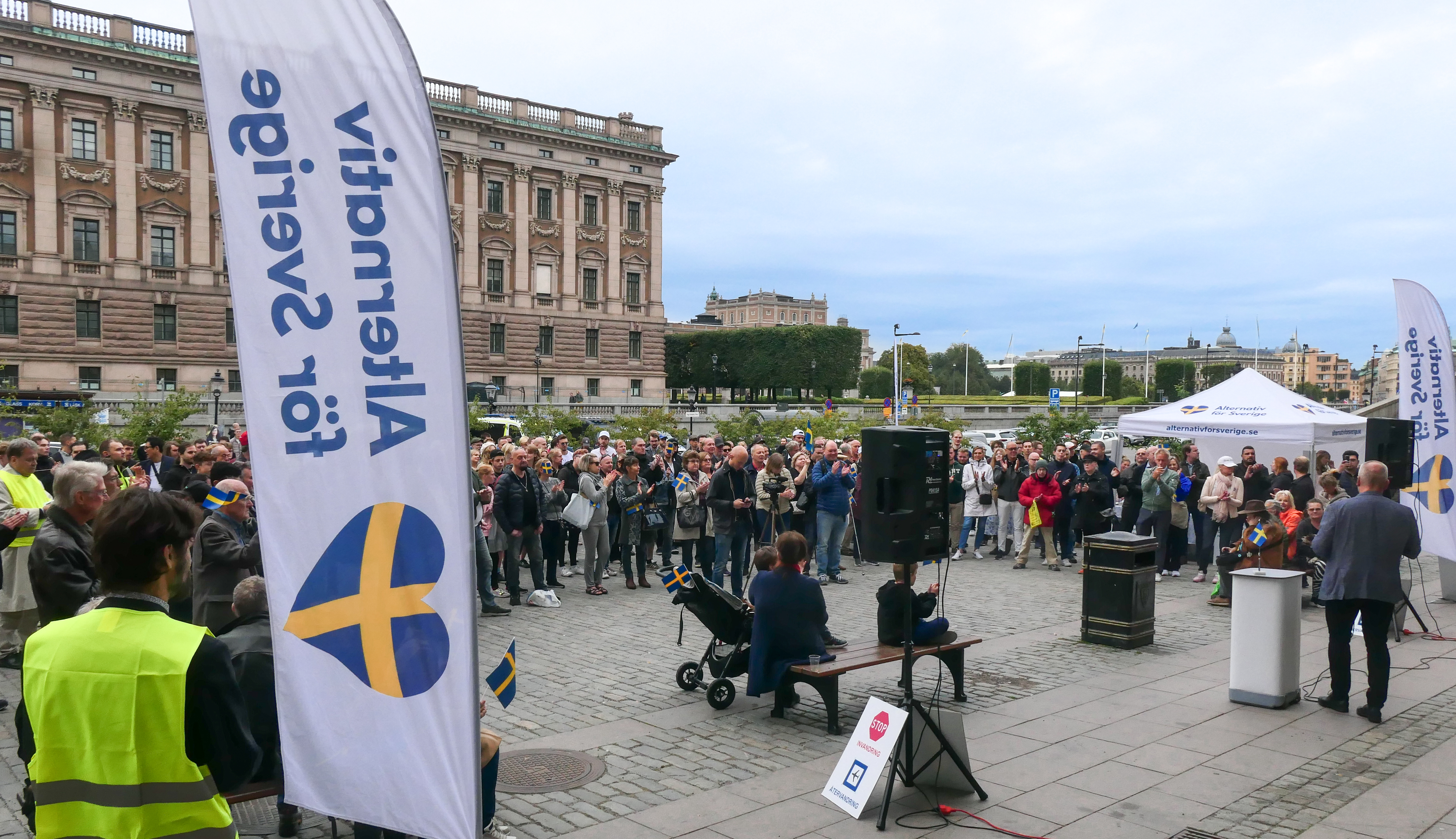
AFS vid Mynttorget i Gamla stan, Stockholm den 10 september 2022.

Under valrörelsen uppmärksammades partiet bland annat efter att en av partiets representanter uttryckt hot mot valarbetare i Rosengård i Malmö. Hoten ledde till att en vakt fick stationeras ut på vallokalen.
I riksdagsvalet hade AFS som målsättning att få över en procent av rösterna, men nådde endast upp till 0,26 procent. Partiet kandiderade även i ett femtiotal kommuner, men vann inga kommunala mandat. Partiets resultat beskrevs som ett misslyckande.
I mars 2023 valde fem ledamöter att lämna partistyrelsen i protest mot partiordföranden Gustav Kasselstrands ledarskap. Problem som lyftes av de avhoppade ledamöterna var bland annat Kasselstrands höga arvode i relation till partiets små resurser, samt det faktum att Kasselstrand sedan flera år tillbaka trots sin kritik av migration utvandrat till Finland. Bland de ledamöter som lämnade styrelsen i protest mot ledningen fanns bland annat Jeff Ahl och Andreas Feymark.
Inför Europaparlamentsvalet 2024 marknadsförde sig partiet med köpta videohälsningar från kändisar genom företaget Memmo. Den 5 april blev ett klipp på fotbollsspelaren Glenn Hysén viralt där han uppmanade folk att gå på ett torgmöte. Den 6 maj syntes även fotomodellen Victoria Silvstedt hänvisa till en "het turné med afs". Den 3 juni spreds ett klipp på sångerskan Gunilla Persson där hon säger att "EU ska hålla sina tassar borta". Alla tre tog starkt avstånd från partiet och menade att de blivit lurade och inte hade insett vem beställaren av de köpta hälsningarna var. Partiet fick 0.41 % av rösterna i Europaparlamentsvalet 2024.

## Organisation

### Partisymbol
Partiets symbol utgörs av Sveriges flagga formad som ett hjärta.

## Samverkande organisationer

### Internationella samarbeten
2018 besökte Gustav Kasselstrand en konferens i Moskva, Ryssland med syftet att knyta kontakter med nationalistiska partier i Europa. Samma år reste Mikael Jansson till Syrien för ett möte med Bashar al-Assads närmaste män. På Alternativ för Sveriges valfinal samma år medverkade gäster från Lega Nord, Alternativ för Tyskland, Vlaams Belang och Estlands konservativa folkparti. År 2021 inledde partiet ett samarbete med Rasmus Paludan, men det avbröts efter att Paludan avslöjats med att prata om sex med minderåriga på Discord.
År 2022 reste representanter från AFS till Ungern för att träffa det nyfascistiska partiet Vårt hemland, vilket av partiet beskrevs som ett "systerparti". Partiets ledare László Toroczkai talade på partiets valupptakt inför riksdagsvalet 2022.

## Valresultat

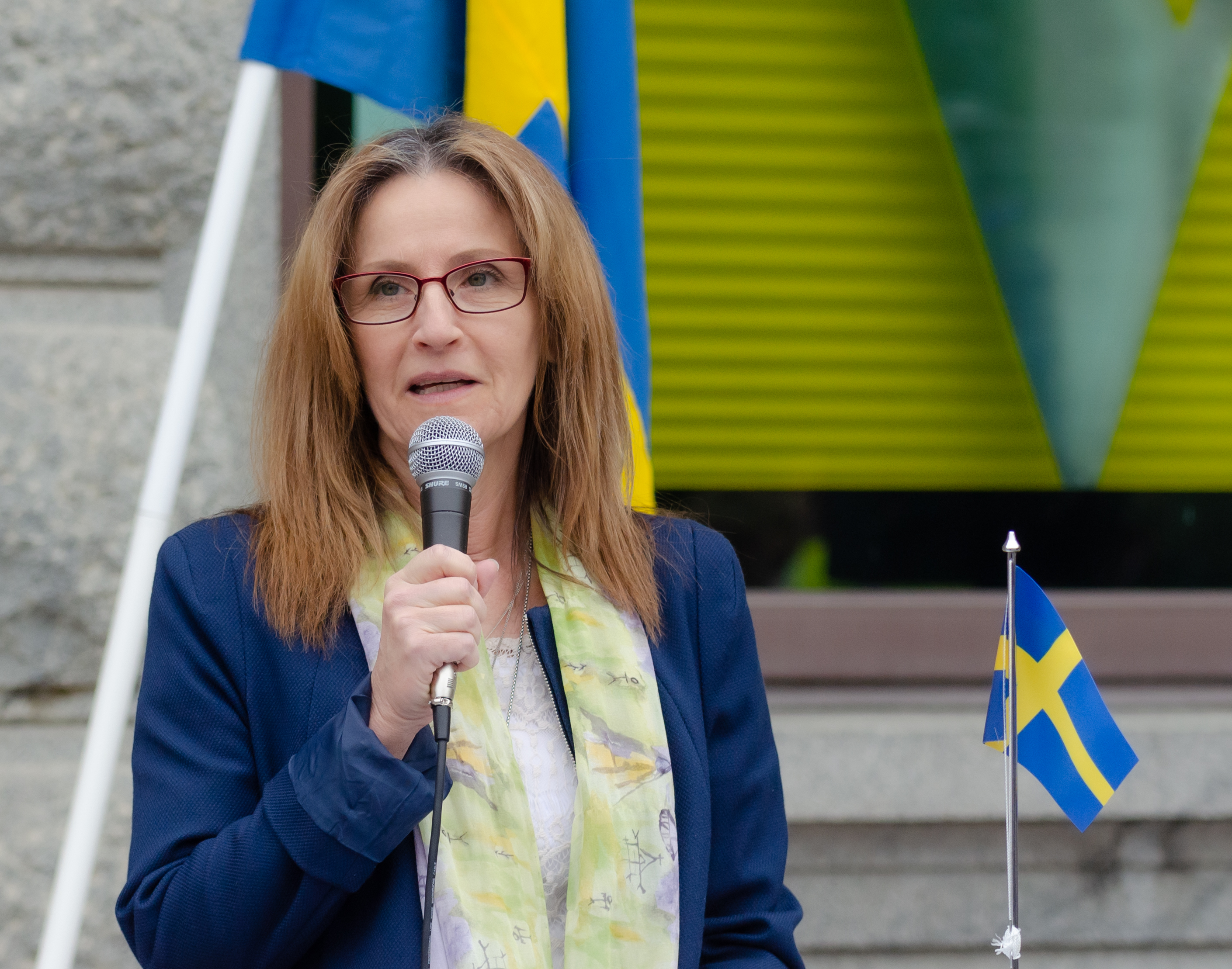
Partisekreterare Yvonne Lindholm talar under valfinalen i Stockholm 2022.

### Riksdagsval
I riksdagsvalet 2022 fick AFS 0,26 procent av det totala antalet röster.
| År   | Röster | Röstandel | Förändring röstandel (procentenh.) | Mandat   | Förändring mandat | Ref    |
| ---- | ------ | --------- | ---------------------------------- | -------- | ----------------- | ------ |
| 2018 | 20 290 | 0,31 %    | 0,31                               | 0 av 349 | 0                 | [ 8 ]  |
| 2022 | 16 646 | 0,26 %    | −0,05                              | 0 av 349 | 0                 | [ 77 ] |

### Kyrkoval
I kyrkovalet i Svenska kyrkan 2021 fick Alternativ för Sverige tre mandat.
| År   | Röster | Röstandel | Förändring röstandel (procentenh.) | Mandat   | Förändring mandat | Ref    |
| ---- | ------ | --------- | ---------------------------------- | -------- | ----------------- | ------ |
| 2021 | 11 112 | 1,26 %    | 1,26                               | 3 av 251 | 3                 | [ 78 ] |

### Europaparlamentsval
I EU-valet 2024 fick partiet 0,41 procent av rösterna, vilket var en minskning jämfört med EU-valet 2019, då partiet fick 0,46 procent.
| År   | Röster | Röstandel | Förändring röstandel (procentenh.) | Mandat  | Förändring mandat | Ref    |
| ---- | ------ | --------- | ---------------------------------- | ------- | ----------------- | ------ |
| 2019 | 19 178 | 0,46 %    | 0,46                               | 0 av 20 | 0                 | [ 9 ]  |
| 2024 | 17 049 | 0,41 %    | −0,06                              | 0 av 21 | 0                 | [ 79 ] |